# 馮小非
馮小非（Fung Siu Fei，？－40年代初期），活躍於20世紀30年代至40年代初期的一線粵劇乾班男花旦；上海電影演員 。他在第二次世界大戰前成為粵劇乾班男花旦陳非儂的第一位徒弟，曾與鍾卓芳齊名；後來與李翠芳齊名。可惜英年早逝，在日本侵略時期在廣州病逝。梁蔭棠曾經跟他學藝，然而馮小非稍有差錯就體罰，梁蔭棠受不了就逃跑了。

## 馮小非存世的粵曲
香港電臺仍然播放馮小非的粵曲：
1. 《雪壓桃花》之《花園盟心》，馮小非與陳非我合唱。

## 馮小非的電影
1. 上海粵語片《紅船外史》（又名：《美德夫人》或《麥夫人》）：謝醒儂飾演的英俊粵劇團班主，因與女主角麥周淑明（胡蝶飾演）參予義演活動，被長舌舞女露斯（梁賽珠飾演）向女主角的丈夫麥劍秋（胡藝星飾演）搬弄是非，令麥家幾乎鬧至離婚收場，最後娛會冰釋。謝醒儂在戲裡反串演出他的三齣首本折子戲《天姬送子》（謝醒儂反串飾演七姐，與男花旦馮小非合演）、《冰山火線》（謝醒儂反串飾演夏家璧、曾三多飾演仗義知縣仇淵明、馮小非反串飾演封大飄、七歲紅反串飾演封小飄）、《璇宮艷史》（謝醒儂反串飾演Louise女皇）、陳錦棠飾演音樂家Count Alfred Renard）。此片在1934年10月9日（星期二）在香港島西環皇后大道西（Queen's Road West）270－276號之中央戲院（Central Theatre）首映[2]。
2. 香港粵語片《孟麗君》，1938年9月22日香港首映。

## 外部連結
- 香港電影資料館：馮小非參演電影的記錄[永久]